# Ljudevit Gaj
Ljudevit Gaj, född 8 juli 1809 i Krapina, död 20 april 1872 i Zagreb, var en kroatisk lingvist, författare, journalist och politiker. Han var centralfiguren i den kroatiska nationella reformationen, även kallad illyrism. Han publicerade flera tidningar och böcker på kroatiska och han var även den största utformaren av det moderna kroatiska språket och alfabetet.

## Biografi

### Bakgrund
Gaj föddes 1809 i Krapina, då en stad i den österrikiska provinsen Kroatien. Fadern Ivan Gaj var en tysk emigrant från Slovakien och arbetade som läkare i Krapina. Modern Julijana Gaj, född Schmidt, var dotter till en tysk emigrant som kommit 1770. Modern var för sin tid en högutbildad kvinna och i hemmet talades tyska. Gaj visade redan som ung ett stort intresse för sin födelseort och hembygd.

### Utbildning, litterärt arbete och politiskt engagemang
Efter studier i Varaždin och Sremski Karlovci, där han redan 1826 utgav skriften Die Schlösser bei Krapina, avslutade han sina studier i Wien och Graz, där han umgicks med representanter för väst- och sydslaviska folk. I Pest blev han bekant med Ján Kollár och kom genom honom i kontakt med Pavel Josef Šafařík, varigenom hans intresse väcktes för sydslavernas kulturella samhörighet och för det kroatiska folkets pånyttfödelse. 
Gajs 1830 utgivna skrift om det kroatiska språkets rättskrivning (enligt tjeckiskt mönster), Kratka osnova hrvatsko-slavonskoga pravopisanja, innebar en grundlig reformering av den kroatiska ortografin och åstadkom på samma gång en nationell väckelse. Efter återkomsten till Zagreb anslöt han sig till de patriotiskt sinnade och utverkade av kejsaren tillstånd att utge den politiska tidningen "Novine Horvatzke" (1834) jämte den litterära bilagan "Danica Horvatzka, Slavonzka y Dalmatinzka". Dessa namn ändrades redan följande år till "Narodne ilirske novine" och "Danica ilirska" och därmed var grunden lagd till det litterär-politiska självständighetssträvande som fick namnet illyrism, och som haft ett stort inflytande på Kroatiens kulturella utveckling. 
Åren 1835-48 var Gajs tidning medelpunkten för det litterära livet och uppskattades även av andra slaver, inte minst serber. Han blev av ungrarna anklagad för högförräderi och misstänktes grundlöst för att ha anstiftat resningen i Bosnien 1837. Han fick dock av regeringen i Wien tillstånd att anlägga ett "illyriskt" boktryckeri 1839. När hans nationella parti segrade vid kommunalvalen i Zagreb och det uppstod blodiga gatuexcesser förbjöd regeringen 1843 benämningen "illyrisk" som sedan utbyttes mot ordet "sydslavisk".
Efter studieresor till Böhmen, Ryssland, Dalmatien, Montenegro och Serbien ställde sig Gaj 1848 i spetsen för en deputation av 400 kroater som till kejsaren överlämnade den kroatiska nationens i 24 punkter avfattade önskemål. Efter 1849 sjönk hans politiska inflytande då hans närmande till österrikiska regeringen mottogs med misstro; tidningen "Danica" upphörde, och "Novine Horvatzke" blev regeringsorgan. Gaj dog i fattigdom, nästan glömd och misskänd, men fick sedermera upprättelse såsom en av Kroatiens främsta patrioter och politiska pånyttfödare. 
Förutom politiska artiklar skrev Gaj ett historiskt arbete om kroatiska baner, Banologija samt några folkvisor av vilka Još Hrvatska ni propala ("Ännu Kroatien ej gått under") - med text och musik lånad från den bekanta polska stridssången - blev kroatisk folkhymn vid sidan av Antun Mihanovićs samtidigt författade Lijepa naša domovino (Vårt sköna fosterland).

## Eftermäle
Den version av det latinska alfabetet som idag används i kroatiska, serbiska, bosniska och montenegrinska är efter Gajs modell. Även det slovenska alfabetet bygger på Gajs alfabet men saknar bokstäverna ć och đ. I hans födelseort Krapina finns Ljudevit Gajs museum och i Kroatien bär flera skolor och gator hans namn. 

### Fotnoter
1. 1 2 3  Krapina.hr Arkiverad 30 oktober 2013 hämtat från the Wayback Machine. - Staden Krapinas officiell webbplats (kroatiska)
2. 1 2 3 4 5 6 7  Dalibor Brozović & Tomislav Ladan, Hrvatska enciklopedija, lexikografiska institutet Miroslav Krleža, 1999, läs online, läst: 15 april 2024.[källa från Wikidata]
3. 1 2  Hrvatski biografski leksikon, 1983, läs online, läst: 15 april 2024.[källa från Wikidata]
4. ↑  Ljudevit Gajs museum Arkiverad 17 januari 2019 hämtat från the Wayback Machine. - Officiell webbplats (kroatiska)
5. ↑  Moljac.hr Arkiverad 21 oktober 2013 hämtat från the Wayback Machine. (kroatiska)